# 清水大星
清水 大星（しみず たいせい）は日本で活動するミュージカル俳優である。大韓民国出身で現在は日本在住。劇団四季所属。

## 来歴
韓国の大学で舞台芸術を学び、卒業後は舞台出演などの活動を行い、2011年10月に劇団四季オーディションに合格し来日する。2012年10月23日に開幕したジーザス・クライスト・スーパースターエルサレムバージョン東京公演の司祭2役で初舞台出演を果した。2016年6月8日にはノートルダムの鐘製作発表に参加している。2018年2月5日のジーザス・クライスト・スーパースターエルサレムバージョン川崎公演より初の主役であるジーザス・クライスト役として出演している。

## 主な出演作品
- ジーザス・クライスト・スーパースター（2012年 司祭2、2018年 ジーザス・クライスト）
- オペラ座の怪人（2012年 アンサンブル2枠、2021年 オペラ座の怪人）
- リトル・マーメイド（2013年 シェフ・ルイ/リーワード、2016年 エリック）
- ノートルダムの鐘（2016年 フィーバス）
- 劇団四季 The Bridge ～歌の架け橋～（2021年）
- 美女と野獣（2022年 ビースト）[2]